# الأرجنتين وأسلحة الدمار الشامل
الأرجنتين لديها تاريخ مع تطوير أسلحة الدمار الشامل. في إطار منهج إعادة التنظيم الوطني، بدأت الأرجنتين برنامجاً للأسلحة النووية في أوائل الثمانينات، وألغي عندما تم استعادة الديمقراطية في عام 1983.

## الأنظمة الصاروخية
خلال الثمانينات، تم تطوير صواريخ ألاكران Alacrán (بالعربية: عقرب) وصواريخ كوندور 2 (Cóndor 2) (بالعربية: كوندور "نسر أميريكي"). ورد أن صواريخ كوندور 2 التي يصل مداها إلى حوالي 1,000 كيلو متر قد تم التخلص منها أثناء إدارة منعم تحت ضغط من حكومة الولايات المتحدة. الوضع الحالي لصواريخ ألاكران ما زال مجهولا.[بحاجة لمصدر]

## الأسلحة الكيميائية
انضمت الأرجنتين إلى بروتوكول جنيف في 12 مايو 1969 ونشطت في جهود عدم الانتشار النووي، وصدقت على اتفاقية الأسلحة البيولوجية في عام 1979 واتفاقية حظر الأسلحة الكيميائية في 2 أكتوبر 1995.
في سبتمبر 1991 وقعت الأرجنتين، جنباً إلى جنب مع البرازيل وشيلي، على إعلان مندوزا، والذي يلزم الدول الموقعة عليه بعدم استخدام وتطوير وانتاج وحيازة وتخزين، أو نقل أسلحة كيميائية أو بيولوجية- بطريق مباشر أو غير مباشر.

## الأسلحة النووية

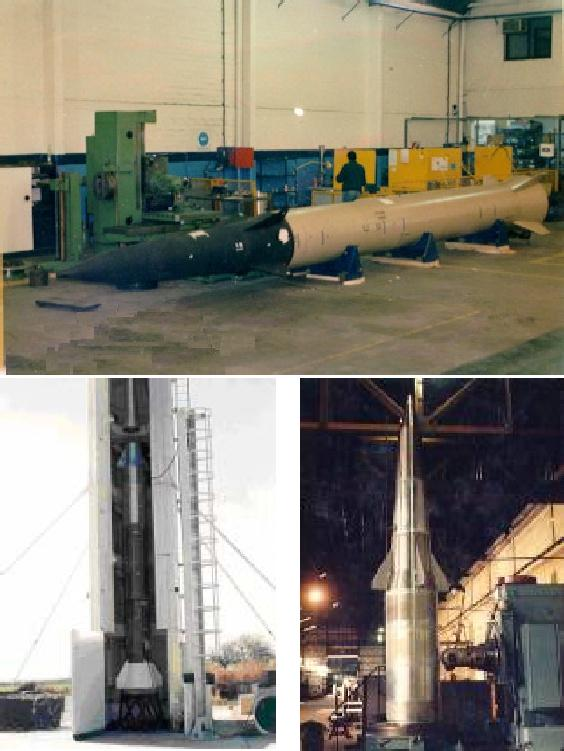
نماذج أولية لكوندور 2 في قاعدة إلشاميكال الجوية.

أجرت الأرجنتين برنامجاً لأبحاث الأسلحة النووية خلال نظام منهج إعادة التنظيم الوطني. وأكد مسؤولون حكوميون في ذلك الوقت، في نوفمبر من عام 1983، أن البحوث التي أجريت في مفاعل الأبحاث الخاص بمعهد بالسيرو قد أسفرت عن قدرة على تخصيب اليورانيوم لصنع اسلحة نووية. ولكن بالرغم من ذلك تم التخلي عن هذا البرنامج، بعد فترة وجيزة من عودة الديمقراطية، في 10 ديسمبر 1983. وفي عام 1991 صدقت برلمانات الأرجنتين والبرازيل على اتفاقاً للتفتيش الثنائي الذي أنشأ الوكالة البرازيلية الأرجنتينية لحصر ومراقبة المواد النووية (الجهاز المشترك) للتحقق من تعهدات البلدين في استخدام الطاقة النووية للأغراض السلمية فقط. في 10 فبراير 1995، انضمت الأرجنتين إلى معاهدة الحد من انتشار الأسلحة النووية كدولة غير حائزة للأسلحة النووية. لا تزال الأرجنتين تستخدام الطاقة النووية في أغراض غير عسكرية، وتشتهر كدولة مصدرة للتكنولوجيا النووية للاستخدامات المدنية.
في عام 2010، أعلنت الحكومة الأرجنتينية أنها ستبدأ العمل في إنشاء غواصة نووية. تلك الأنواع من الغواصات تستخدام الطاقة الذرية فقط للدفع. ذلك الإعلان تعرض لانتقادات شديدة من قبل السياسيين في أحزاب معارضة.